# Calendarul Pirelli
Calendarul Pirelli este un calendar erotic italian cunoscut pe plan internațional. Calendarul a apărut pentru prima oară în anul 1964, el face publicitate pentru anvelopele Pirelli. În calendar au apărut pozele unor fotomodele, realizate de fotografi ca Peter Lindbergh, Bruce Weber sau Herb Ritts. Printre modele a cărui poză apare în calendar se numără: Gisele Bündchen, Heidi Klum, Cindy Crawford, Adriana Lima, Alessandra Ambrosio, Kate Moss sau Naomi Campbell. Unele dintre modele ca de exemplu Isabeli Fontana apar în mai multe ediții a calendarului.

## Modele
| Abbey Lee Kershaw (•) Abbey Lee Kershaw (•) Adina Fohlin (•) Adriana Lima (•) Agyness Deyn (•) Ai Tominaga (•) Akure Wall (•) Alek Wek (•) Alek Wek (•) Alessandra Ambrosio (•) Amanda Moore (•) Amy Smart (•) Ana Beatriz Barros (•) Ana Claudia Michels (•) Angela Lindvall (•) Angela Lindvall (•) Angie Layne (•) Anja Rubik (•) Anna Klevhag (•) Annie Morton (•) Audrey Marnay (•) Aurélie Claudel (•) Baptiste Giabiconi (•) Barbara Moors (•) Bianca Balti (•) Brad Kroenig (•) Brandi Quiñones (•) Bridget Hall (•) Bridget Hall (•) Bridget Moynahan (•) Brittany Murphy (•) Carmen Kass (•) Caroline Trentini (•) Carolyn Murphy (•) Carolyn Murphy (•) Carré Otis (•) Catherine McNeil (•) Catherine McNeil (•) Chandra North (•) Christina Estrada (•) Christy Turlington (•) Cindy Crawford (•) Coco Rocha (•) Collette Brown (•) Cordula Reyer (•) Daisy Lowe (•) Daria Werbowy (•) Daria Werbowy (•) Daryl Hannah (•) Dewi Driegen (•) Diana Dondoe (•) Doutzen Kroes (•) Du Juan (•) Elaine Irwin Mellencamp (•) Elisa Sednaoui (•) Elsa Benítez (•) Emanuela de Paula (•) Enikő Mihalik (•) Erika Christensen (•) Erin Wasson (•) Erin Wasson (•) Esther de Jong (•) Eugenia Volodina (•) Eva Herzigova (•) Eva Herzigova (•) Eva Riccobono (•) Farrah Summerford (•) Fernanda Tavares (•) Filippa Hamilton (•) Filippa Hamilton (•) Frankie Rayder (•) Frankie Rayder (•) Freja Beha Erchsen (•) Garrett Neff (•) Gemma Ward (•) Georgina Grenville (•) Georgina Stojiljković (•) Gillian De Turville (•) Gisele Bündchen (•) Gisele Bündchen (•) Gisele Zelaui (•) Gracie Carvalho (•) Guinevere van Seenus (•) Heidi Klum (•) Heidi Mount (•) Helena Christensen (•) Hilary Swank (•) Honor Fraser (•) Iman Abdulmajid (•) Inés Sastre (•) Ione Brown (•) Irina Pantaeva (•) Iris Strubegger (•) Isabeli Fontana (•) Isabeli Fontana (•) Isabeli Fontana (•) Isabeli Fontana (•) Jake Davies (•) James King (•) Jane Wood (•) Jeneil Williams (•) Jennifer Lopez (•) Jenny Shimizu (•) Jessica Miller (•) Jessica Miller (•) Julia Ortiz (•) Julia Stegner (•) Julia Stiles (•) Julianne Moore (•) Julie Martin (•) Karen Alexander (•) Karen Elson (•) Karen Elson (•) Karen Elson (•) Karolina Kurkova (•) Karolina Kurkova (•) Kate Moss (•) Kate Moss (•) Kiara Kabukuru (•) Kirsty Hume (•) Kristen McMenamy (•) Kristina Semenovskaia (•) Laetitia Casta (•) Laetitia Casta (•) Lakshmi Menon (•) Lara Stone (•) Lara Stone (•) Lauren Bush (•) Liberty Ross (•) Liisa Winkler (•) Liliane Ferrarezi (•) Lily Cole (•) Lily Donaldson (•) Ling Tang (•) Lisa Seiffert (•) Lou Doillon (•) Lynne Koester (•) Magdalena Frackowiak (•) Maggie Cheung (•) Malgosia Bela (•) Mariacarla Boscono (•) Mariacarla Boscono (•) Mariacarla Boscono (•) Mariana Weickert (•) Marie Sophie Wilson (•) Marija Vujovic (•) Marloes Horst (•) Michele Hicks (•) Michelle Buswell (•) Milla Jovovich (•) Miranda Kerr (•) Mo Wandan (•) Monica Bellucci (•) Nadja Auermann (•) Naomi Campbell (•) Naomi Campbell (•) Naomi Campbell (•) Naomi Watts (•) Nastassja Kinski (•) Natalia Vodianova (•) Natalia Vodianova (•) Natalia Vodianova (•) Natasha Poly (•) Navia Nguyen (•) Nikki Uberti (•) Noémie Lenoir (•) Patricia Arquette (•) Penélope Cruz (•) Pollyanna McIntosh (•) Rachael Leigh Cook (•) Rachel Boss (•) Rachel Roberts (•) Randal Moore (•) Rhea Durham (•) Rosie Huntington-Whiteley (•) Sasha Pivovarova (•) Sebastien Jondeau Selma Blair (•) Shalom Harlow (•) Shirley Mallmann (•) Sienna Miller (•) Sophia Loren (•) Sophie Dahl (•) Sophie Dahl (•) Sophie Patitz (•) Stella Tennant (•) Susie Bick (•) Suzie-Ann Watkins (•) Tanga Moreau (•) Tatiana Zavialova (•) Tatjana Patitz (•) Valentina Stilla (•) Valentina Zelyaeva (•) Waris Dirie (•) Waris Dirie (•) Yamila Díaz (•) |